# Halicyclops fosteri
Halicyclops fosteri är en kräftdjursart som beskrevs av M. S. Wilson 1958. Halicyclops fosteri ingår i släktet Halicyclops och familjen Cyclopidae. Inga underarter finns listade i Catalogue of Life.